# GeoServer
A GeoServer nyílt forráskódú szerver, amely különféle szabvány szerinti formátumban tárolt téradatok feldolgozására és publikálására szolgál. A Javaban írt GeoServer az OGC szabvány szerinti Web Map Service (WMS), Web Feature Service (WFS), Web Coverage Service (WCS) és Web Processing Service szolgáltatásokat szolgáltatja.
A GeoServer egy integrált OpenLayers klienssel is rendelkezik a szolgáltatás előképének megtekintéséhez.

## Adatforrások
A GeoServer által támogatott főbb adatformátumok:
- PostGIS
- Oracle Spatial
- ArcSDE
- DB2
- MySQL
- Shapefile
- GeoTIFF
- GTOPO30
- ECW, MrSID
- JPEG2000